# Ronnie O'Sullivan
Ronald Antonio "Ronnie" O'Sullivan, född 5 december 1975 i Wordsley nära Stourbridge, West Midlands, är en engelsk professionell snookerspelare, kallad "The Rocket" för sin snabba spelstil. Han har vunnit världsmästerskapen i snooker vid sju tillfällen (2001, 2004, 2008, 2012, 2013, 2020 och 2022) och varit rankad som världsetta under flera säsonger. Han växte upp och bor fortfarande i Chigwell i Essex.
O'Sullivan medverkar i TV-spelet Ronnie O'Sullivan's Snooker som släpptes 2012 på Playstation 3. Som karaktär och namn återfinns han på World Snooker Championship från 2007 och Virtual Snooker från 1996.

## Titlar

### Rankingtitlar
- VM – 2001, 2004, 2008, 2012, 2013, 2020, 2022[1]
- British Open – 1994
- China Open – 1999, 2000
- Dubai Classic – 1996
- English Open - 2017
- European Open – 2003
- German Masters – 2012
- German Open – 1996
- Grand Prix – 2004
- Irish Masters – 2003, 2005
- Northern Ireland Trophy – 2008
- Players Championship – 2018, 2019
- Scottish Open – 1998, 2000
- Shanghai Masters – 2009, 2017, 2019
- UK Championship – 1993, 1997, 2001, 2007, 2014, 2017, 2018, 2023
- Welsh Open – 2004, 2005, 2014, 2016
- World Grand Prix - 2018
- Tour Championship - 2019

### Övriga titlar (i urval)
- Masters – 1995, 2005, 2007, 2009, 2014, 2016, 2017
- Premier League – 1997, 2001, 2002, 2005, 2005, 2006, 2007, 2008, 2010, 2011
- Scottish Masters – 1998, 2000, 2002
- Irish Masters – 2001, 2007
- Charity Challenge – 1996
- Shanghai Masters – 2018
- Champion of Champions - 2013, 2014, 2018